# Véspera (série)
Véspera é uma futura série de televisão brasileira produzida pela HBO Max e baseada no best-seller homônimo de Carla Madeira. A série produzida pela Boutique Filmes conta com direção geral de Joana Jabace e roteiros assinados por Ângela Chaves e Mariana Torres.
Com Gabriel Leone, Camila Márdila e Bruna Marquezine nos papeis principais a série ainda não tem previsão de estreia no streaming.

## Enredo
Na trama de Véspera, passado e presente se entrelaçam para revelar os laços invisíveis que unem uma família marcada por escolhas, segredos e silêncios. Criados pela mãe com a esperança de torná-los iguais, os gêmeos Caim e Abel desenvolvem personalidades opostas e uma rivalidade crescente, especialmente após descobrirem o significado dos nomes que carregam. Enquanto Caim constrói uma vida promissora ao lado de sua paixão, Veneza, Abel se torna cada vez mais recluso, envolto em mistérios que ameaçam a estabilidade da família.
Paralelamente, no tempo presente, acompanhamos Vedina, uma mulher à beira do colapso emocional, cujo gesto impulsivo transforma sua vida para sempre. A partir desse acontecimento, a narrativa oscila entre duas épocas, revelando, aos poucos, as raízes profundas de um drama familiar marcado por amor, culpa, abandono e redenção. Com atmosfera intensa e personagens complexos, Véspera é uma história sobre as consequências de nossos atos — e o que nos resta quando somos obrigados a encarar a verdade.

## Elenco
- Gabriel Leone - Caim / Abel[7]
- Camila Márdila - Vedina[8]
- Bruna Marquezine - Veneza
- Yara de Novaes - Custódia
- Lourinelson Vladmir - Miguel
- Juan Queiroz - Paulo Parede
- Rodrigo Bolzan - Bruno
- Lianna Matheus - Diana